# 밥 졸스

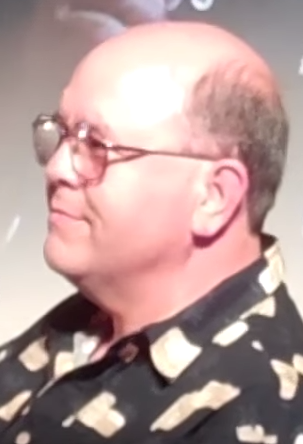

밥 졸스(Bob Joles, 1959년 7월 16일 ~ , 캘리포니아주 글렌도라 출신)는 미국의 성우이다.